# الحجار (جبلة)

تعديل مصدري - تعديل

الحجار هي إحدى قرى عزلة وراف بمديرية جبلة التابعة لمحافظة إب، بلغ تعداد سكانها 165 نسمة حسب تعداد اليمن لعام 2004.